# Сиеннин
Сиеннин е градска префектура в провинция Хубей в Източно-централен Китай. Разположен е на река Яндзъ. Сиеннин е с население от над 500 000 жители, а площта му е 1501 км2. Средната годишна температура е 17 градуса. Населението на административния район е 2 462 583 жители (2010 г.).